# Hammúdidák
A Hammúdidák (arabul بنو حمود, tudományos átiratban Banū Ḥammūd) arab származású muszlim uralkodóház tagjai voltak, akik az Ibériai-félsziget déli részének egyes részeit uralták Córdoba (Kurtuba), Málaga (Málaka) és Algeciras (al-Dzsazíra al-Hadrá) központtal 1016-tól 1058-ig, az ún. táifák (részfejedelemségek) időszakában. Államukat az Omajjádok vezette Córdobai Kalifátus felbomlását kihasználva hozták létre, és hatalmuk a sevillai Abbádidák és a granadai Zíridák hódításának esett áldozatul.

## A dinasztia története

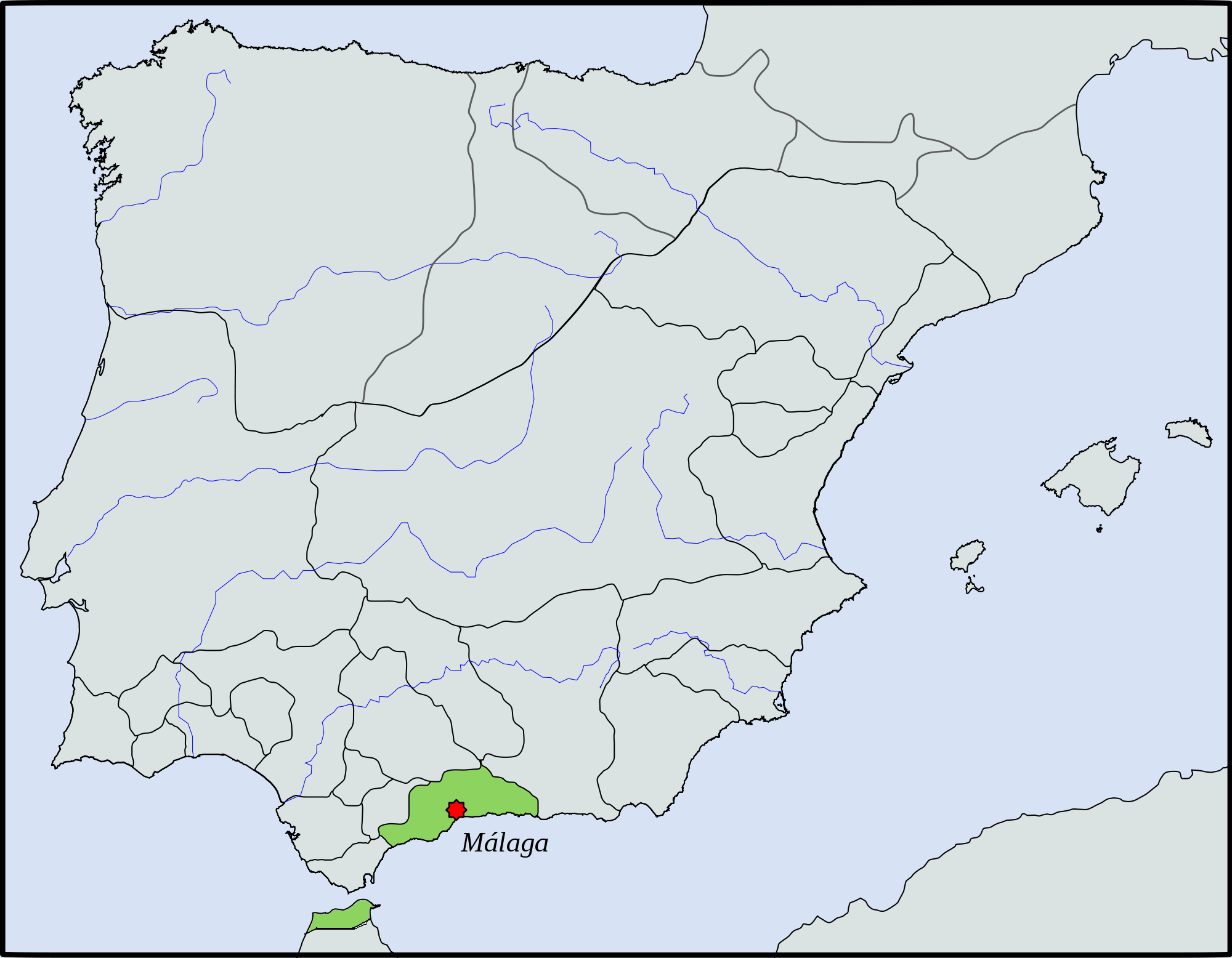
A málagai táifa (részfejedelemség)

Az algecirasi táifa

A dinasztiát egy testvérpár, Ali és al-Kászim ibn Hammúd alapította, akik a magrebi Idríszidák távoli leszármazottai voltak. 1013-ban segítettek az omajjád Szulajmán al-Musztaínnak visszaszerezni a córdobai trónt, amiért az Alit az afrikai Ceuta, fivérét pedig Tanger, Algeciras és Arzila helytartójává nevezte ki. Ali idővel fellázadt a megbuktatott II. Hisám kalifa nevében, és 1016 júliusában bevonult Córdobába, ahol kivégeztette Szulajmánt Hisám meggyilkolásáért, és magát nyilvánította kalifának. Fél évig igazságosan uralkodott és igyekezett megfékezni az őt támogató berberek túlkapásait, de alattvalóinak Omajjádok iránt érzett szimpátiája miatt végül ismét szabad kezet adott a zanáta törzsbéli harcosoknak, hogy így félemlítse meg a córdobaiakat. Ezért 1018-ban rabszolgái meggyilkolták, de a hatalmát az addig Sevillában kormányzóként tevékenykedő fivére vette át.
Al-Kászim uralma eleinte békés volt, azonban a berberek nehezményezték, hogy helyettük egy afrikai feketékből felállított seregre támaszkodik, így 1021-ben bátyja legidősebb fiához, Jahja ibn Alihoz fordultak, aki augusztus elején harc nélkül elfoglalta Córdobát. Al-Kászim Sevillába menekült előle. Az Észak-Afrikából érkezett Jahja uralma sem volt tartós: gőgös viselkedése még a berbereket is elidegenítette tőle, így másfél év után, 1023-ban megbuktatták. Jahja Málagában keresett menedéket, míg nagybátyja visszatért, de fél év után, 1023 szeptemberében végleg elvesztette a hatalmát, amikor a feketék önkényeskedéseit megelégelő városiak elűzték. Az abbádida uralom alá kerülő sevillaiak ezúttal nem bocsátották be, így Jerezbe ment, ahol Jahja fogságba vetette két fiával együtt, és évek múlva meggyilkoltatta börtönében.
Jahja 1035-ig uralkodott Málagában, ahol a fivére, Idrísz követte. 1039-es halálát követően a két fivér leszármazottai versengtek a fejedelemségért, ezt kihasználva 1039-ben al-Kászim fia, Muhammad al-Mahdi Algeciras élén függetlenedett. A Ceutát is birtokló málagai Hammúdidák 1057-ig tudtak megtartani fejedelemségüket: ekkor a granadai zírida fejedelem, Bádísz ibn Habbúsz döntötte meg a hatalmukat. A család algecirasi uralma sem volt tartós: Muhammad fia, az 1048-ban trónra lépő al-Kászim al-Vászik fejedelemsége 1058-ban a sevillai al-Mutamid birtokába került.

## Hammúdida uralkodók

### Córdoba kalifái
- Ali ibn Hammúd an-Nászir (1016–1018)
- al-Kászim ibn Hammúd al-Mamún (1018–1021)
- Jahja ibn Ali al-Mutali (1021–1023)
- al-Kászim ibn Hammúd al-Mamún (1023)

### Málaga fejedelmei
- Jahja ibn Ali al-Mutali (1023–1035)
- Idrísz ibn Ali al-Mutaajjad (1035–1039)
- Jahja ibn Idrísz al-Kászim (1039–1040)
- al-Haszan ibn Jahja l-Musztanszir (1040–1042)
- Idrísz ibn Jahja l-Áli (1043–1047)
- Muhammad ibn Idrísz al-Mahdi (1047–1053)
- Idrísz ibn Jahja l-Muvaffak (1053–1054)
- Idrísz ibn Jahja l-Áli (1054–1055)
- Muhammad ibn Idrísz al-Musztaali (1055–1058)

### Algeciras fejedelmei
- Muhammad ibn al-Kászim al-Mahdi (1039–1048)
- al-Kászim ibn Muhammad al-Vászik (1048–1058)